# Reisseronia myrmidonella
Reisseronia myrmidonella är en fjärilsart som beskrevs av Charles Théophile Bruand d’Uzelle 1853. Reisseronia myrmidonella ingår i släktet Reisseronia och familjen säckspinnare. Inga underarter finns listade.